# Mihail Saltaev
Mihail Saltaev (russisch Михаил Салтаев; * 19. November 1962 in Chirchiq) ist ein usbekischer Schachspieler.
Er spielte für Usbekistan bei drei Schacholympiaden: 1992, 1996 und 1998. Außerdem nahm er einmal an den asiatischen Mannschaftsmeisterschaften (1995) in Singapur teil.
Dreimal spielte er für die Usbekische SSR bei den sowjetischen Mannschaftsmeisterschaften (1983, 1986 und 1991).
In Deutschland spielt er seit 2004 mit dem SV Mülheim-Nord in der 1. Bundesliga, in der niederländischen Meesterklasse trat er in der Saison 2004/05 für den HMC Calder an, in der Saison 2008/09 für den Enscheder Verein ESGOO und von 2010 bis 2015 für die Schaakvereniging Voerendaal, mit der er 2012 Meister wurde. In Belgien spielt Saltaev für den KSK Rochade Eupen-Kelmis, für den er bereits von 2003 bis 2011 antrat; von 2013 bis 2016 war er für den KSK 47 Eynatten aktiv und wurde mit diesem 2014 belgischer Mannschaftsmeister.
Im Jahre 1990 wurde ihm der Titel Internationaler Meister (IM) verliehen. Der Großmeister-Titel (GM) wurde ihm 1995 verliehen.
| Hier fehlt eine Grafik, die leider im Moment aus technischen Gründen nicht angezeigt werden kann. Wir arbeiten daran! |